# Richard Gay
Pour les personnes de même nom de famille, voir Gay.
Richard Nicolas Gay, né le 6 mars 1971 à Chamonix, est un ancien skieur acrobatique français spécialiste des bosses, licencié à Megève. Médaillé de bronze en bosses lors des épreuves de ski acrobatique des Jeux olympiques de 2002 à Salt Lake City, il compte cinq podiums dont une victoire en Coupe du monde. Il remporte à une reprise le globe de cristal de bosses en parallèle lors de la saison 2001-2002. Il a deux garçons, Paul-Andréa et Alessandro, nés de son mariage avec Evelyne TURRI.

## Biographie

### Carrière sportive
Richard Gay fait ses débuts en Coupe du monde le 3 février 1995 à Oberjoch avec une 21e place en bosses, il améliore la semaine suivante ce résultat en prenant la 17e place de l'étape de Meiringen-Hasliberg. Lors de la saison 1996, il participe à toutes les épreuves de Coupe du monde, disputant également deux épreuves de Coupe d'Europe (où il remporte une victoire en bosses à Garmisch-Partenkirchen). En Coupe du monde; il réalise son premier top-10 à Tignes avec une 9e place en bosses en parallèle le 11 décembre 1995, performance qui est améliorée le 27 janvier 1996 en bosses à Mont-Tremblant avant de boucler l'année sur son premier podium de sa carrière avec une 3e place aux bosses de Meiringen derrière le Japonais Takehiro Sakamoto et le Canadien Jean-Luc Brassard. Il termine l'année à la 16e place du classement des bosses et quatrième Français derrière Fabrice Ougier (3e), Laurent Niol (9e) et Johann Grégoire (14e).
Lors de la saison suivante, son meilleur résultat est une 5e place à Mont-Tremblant, classement qu'il égale à Hundfjaellet en bosses. Au terme de la saison, il termine à la 12e place du classement des bosses. En raison de la concurrence au sein de l'équipe de France, il n'est pas sélectionné pour les Championnats du monde 1997 où sont alignés Ougier, Thony Hemery, Grégoire  et Niol  qui terminent respectivement  4e, 5e, 9e et 21e. Lors de la saison 1998, il réalise un début de saison moyen au point de retourner en Coupe d'Europe en janvier 1998. Ses résultats ne lui permettent pas de prendre part aux Jeux olympiques d'hiver de 1998 à Nagano. Il retrouve le circuit de la Coupe du monde en fin de saison pour réaliser sa meilleure performance avec une 5e place en bosses en parallèle à Hundfjaellet.
Lors de la saison 1999, il retrouve l'équipe de France en Coupe du monde. Lors de l'étape de Heavenly en janvier 1999, il monte à deux reprises sur un podium avec deux deuxièmes places en bosses. Il réalise une saison correcte, terminant 12e du classement des bosses et 10e des bosses en parallèle. Ces résultats lui permettent de disputer pour la première fois dans un rendez-vous international avec les Championnats du monde 1999 à Meiringen-Hasliberg. Le 10 mars, il prend la  12e place de l'épreuve de bosses où  Hemery termine 5e et Grégoire 8e. Dans l'épreuve de bosses en parallèle du 14 mars 1999 où Grégoire remporte le titre, Gay s'incline en quart-de-finale pour terminer 5e.
Il obtient son meilleur résultat  de la saison 1999-2000 lors de la première course, en bosses en parallèle à Tandadalen, avec une 6e place. Une blessure le prive de compétition en février. Il termine la saison à la 12e place des bosses et à la 9e en parallèle. La saison suivante est plus conforme à ses attentes. Bien qu'il ne monte pas sur un podium, il obtient deux 4e places en bosses à Iizuna Kogen et Himos. Il termine à une 4e place au classement des bosses en Coupe du monde et à la 10e du général (son meilleur classement). Par ailleurs, il est sélectionné aux Championnats du monde 2001 à Whistler. Dans l'épreuve de bosses, il rate le podium en terminant à la 4e place devant son compatriote Lecaillon (5e), Cédric Regnier-Lafforgue (9e) et Niol (45e). Dans l'épreuve de bosses en parallèle, il termine 9e, Stéphane Yonnet remportant le titre et Grégoire la médaille de bronze, Lecaillon quant à lui termine 17e.
Après deux contre-performances en début de saison 2001-2002, (40e et 13e en bosses respectivement à Tignes et Steamboat), il remporte alors sa toute première victoire de sa carrière à Steamboat le 15 décembre 2001 avec l'épreuve de bosses en parallèle avant d'aligner quatre autres contre-performances. Fin janvier 2002, il remonte sur un podium avec une 3e place en bosses en parallèle à Whistler. Sélectionné pour ses premiers  Jeux olympiques d'hiver de 2002 à Salt Lake City où seule l'épreuve de bosses est programmée, il est accompagné de Regnier-Lafforgue (11e), Niol (12e) et Grégoire (14e). Richard Gay quant à lui décroche la médaille de bronze derrière le Finlandais Janne Lahtela et l'Américain Travis Mayer. Pour cette médaille il réalise « un quadruple twist (déplacements latéraux des skis) puis d'un triple suivi d'un écart ». Il termine la saison avec un nouveau podium en bosses à Madarao et remporte le globe de cristal de bosses en parallèle.
Après ces Jeux olympiques, il abandonne les épreuves de bosses pour reprendre le skicross en disputant trois étapes dont deux françaises de la Coupe du monde 2003. Sa meilleure performance est aux Contamines avec une 17e place. Il renoue dispute également la saison 2004 dans cette discipline avant de mettre un point final à sa carrière.

### Post-carrière
Après sa carrière sportive, Richard Gay est devenu entraîneur de ski. 
Il connait une carrière dans les médias, occupant un poste de commentateur sur BeIn Sports où il commente la Coupe du monde de ski acrobatique[Quand ?] (bosses et ski cross).[réf. nécessaire]

## Palmarès

### Jeux olympiques d'hiver
| Épreuve / Édition | Salt Lake City 2002                 |
| Bosses            | Médaille de bronze, Jeux olympiques |

### Championnats du monde
| Épreuve / Édition   | Meiringen 1999 | Whistler 2001 |
| Bosses              | 12e            | 4e            |
| Bosses en parallèle | 5e             | 9e            |

### Coupe du monde
- 1 petit globe de cristal :
  - Vainqueur du classement bosses parallèle en 2001-2002.
- 6 podiums dont 1 victoire

#### Détails des victoires
| Édition / Épreuve | Bosses en parallèle |
| 2001-2002         | Steamboat           |

### Championnats de France Elite
- champion de France de ski de bosses en 1998 et 2001
- champion de France de ski de bosses parallèles en 2000